# Alsophis danforthi
Alsophis danforthi (тер-де-баський полоз) — вид змій родини полозових (Colubridae). Ендемік Гваделупи.

## Поширення і екологія
Тер-де-баські полози є ендеміками острова Тер-де-Ба в групі островів Ле-Сент. Вони живуть в напівлистяних лісах і мангрових заростях. іноді трапляються в садах.